# Абердер Атлетик
«Абердер Атлетик» (валл. Aberdare Athletic F.C., англ. Aberdare Athletic Football Club) — валлійський професіональний футбольний клуб із міста Абердер, що існував з 1893 по 1928 роки.

## Історичні назви

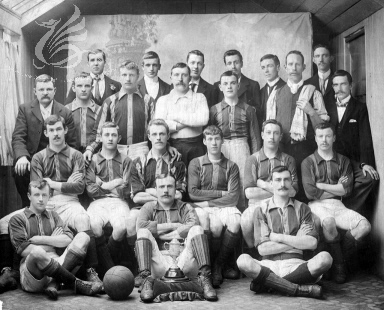
Абердер Атлетик сезон 1908—1909.

- 1893 – Абердер Атлетик ФК
- 1927 – Абердер & Аберман Атлетик ФК

## Головні тренери
- Вільям Лот, червень 1920 – березень 1922
- Франк Бредшоу, травень 1923 – квітень 1924
- СІдней Бамонт, 1924–1927
- Гаррі Гедлі, листопад 1927 – квітень 1928

## Досягнення
Валлійська футбольна ліга
- Чемпіон (4): 1904–05, 1908–09, 1911–12, 1920–21

## Статистика виступів у футбольній лізі та Кубку Англії
| Сезон               | Дивізіон            | М                   | І   | В  | Н  | П   | ЗМ  | ПМ  | О   | Кубок Англії | Примітки              |
| ------------------- | ------------------- | ------------------- | --- | -- | -- | --- | --- | --- | --- | ------------ | --------------------- |
| 1921–22             | 3-й                 | 8                   | 42  | 17 | 10 | 15  | 57  | 51  | 44  |              |                       |
| 1922–23             | 3-й                 | 21                  | 42  | 9  | 11 | 22  | 42  | 70  | 29  | 1-й раунд    |                       |
| 1923–24             | 3-й                 | 12                  | 42  | 12 | 14 | 16  | 45  | 58  | 38  | 1-й раунд    |                       |
| 1924–25             | 3-й                 | 18                  | 42  | 14 | 9  | 19  | 54  | 67  | 37  |              |                       |
| 1925–26             | 3-й                 | 9                   | 42  | 17 | 8  | 17  | 74  | 66  | 42  | 3-й раунд    |                       |
| 1926–27             | 3-й                 | 22                  | 42  | 9  | 7  | 26  | 62  | 101 | 25  | 1-й раунд    | Не вдалося залишитись |
| Сумарні результати: | Сумарні результати: | Сумарні результати: | 252 | 78 | 59 | 115 | 334 | 413 | 215 |              |                       |